# Aizawl (stad)
Aizawl (Hindi: आइज़ोल, Āizol; Bengaals: আইজল, Āijal, Aijal of Aijol) is de hoofdstad van de Indiase deelstaat Mizoram, in het noordoosten van India. De stad ligt op een bergrug op ruim 1100 meter hoogte.
Aizawl heeft rond de 340.000 inwoners.
Op 28 februari 1966 werd de stad gebombardeerd door de Indiase regering, opdat het Mizo National Front geen eigen soevereine staat in de regio zou stichten.